# Родољуб (лист)
Родољуб је недељни лист за народну просвету, привреду и забаву, који је почео да излази у Сомбору 6. јануара 1880. године.

## Историјат
Лист је основао Петар Деспотовић,  који је уједно био и његов први одговорни уредник. Родољуб се највише бавио школским питањима, учитељским и свештеничким позивом и положајем занатлија, доносећи савете из земљорадње, воћарства и сточарства. Посебну пажњу посвећивао је узроцима економског пропадања Срба у Монархији, народним обичајима и историји народно-црквене аутономије, а редовно је објављивао песме, приповетке, фељтоне и биографије познатијих личности, уз oбиље прилога. 
За  време свог постојања Родољуб је имао око 400 претплатника.

### Политичка позадина
Иако је спадао у ред најбољих српских неполитичких листова, листом је подржавао опозициону политику Народне странке. Због, тога, али и због испољавања напредних педагошких схватања суочавао се са непријатељским ставом како цивилних, тако и школских власти.

### Периодичност излажења
Лист је излазио недељно.

### Изглед листа
Лист је излазио на осам страна формата 30 cm.
У току излажења повећао је формат почетком 1882. године (на 45 cm), али не и број страна.

### Место издавања
Сомбор, од 6. јануара 1880. до 25. децембара 1882. 

### Штампарија и издавач
Лист је штампан у штампарији Фердинанда Битермана, у Сомбору.
Издавач Родољуба био је Миливој Каракашевић, књижар из Сомбора.

## Рубрике
Домаће вести
Трговина
Оглас
Подлистак
Школске вести
Вести из народа
Мештанске вести
Шта се догодило у свету
Књижевне вести

## Уредници
Први уредник Родољуба био је Петар Деспотовић, који је напустио уредничко место због наставка студија на Бечком универзитету, али је остао власник листа.
Од броја 39 из 1880. године, уредник је  учитељ Јован Благојевић све док наредбом школских власти није морао да напусти то место.
Последњи уредник Родољуба био је Александар Поповић од броја 10 из 1881. године.

## Сарадници
Као водеће личности, сарадници у Родољубу су се истицали учитељи Ника Грујић Огњен, Јован Благојевић и Светислав Берић, често условљавани и дисциплински кажњавани од стране школских власти.